# ジニトロジメチルスルファミド
ジニトロジメチルスルファミドは化学式 H3C−NNO2−SO2−NNO2−CH3 で表されるスルホンジアミドの窒素原子上にそれぞれニトロ基とメチル基が1つずつ置換した構造を持つ有機化合物である。
水にはほとんど溶けず、熱アルコールに易溶、クロロホルムやベンゼンにはかなり溶ける。ベンゼンから晶析した結晶の融点は 90 ℃である。約160℃で蒸気が爆発する。
かつてPETNに添加して溶填炸薬とする構想があった。
合成はジメチルスルファミドを多量の 100% 硝酸と反応させて行う。